# ویتفین
ویتفین (به هلندی: Witteveen) یک منطقهٔ مسکونی در هلند است که در میدن-درنته واقع شده‌است. ویتفین ۴۲۹ نفر جمعیت دارد.